# Epizeuxis terrosalis
Epizeuxis terrosalis är en fjärilsart som beskrevs av Paul Dognin 1914. Epizeuxis terrosalis ingår i släktet Epizeuxis och familjen nattflyn. Inga underarter finns listade i Catalogue of Life.